# Xylopteryx laticinctata
Xylopteryx laticinctata är en fjärilsart som beskrevs av Walker 1862. Xylopteryx laticinctata ingår i släktet Xylopteryx och familjen mätare. Inga underarter finns listade i Catalogue of Life.